# La riprovatione
La riprovatione o Il rifiuto è un canto in lingua piemontese di origine anonima.

## Testo
In questa tëra si 'l gh' è d' ün bel giovin che s' vö maridà;
al fa cercà' la sua signora gh' la voran no da'.
Gentil galante per quel rifiuto s' è tan magonà,
l'ha salütato li suoi amici, l' è andà a soldà.
Da li poc' tempo ricev' 'na lettra, ben ben sigillà
dove a gh' disiva che la sua signora l' è in let ammalà.
Gentil galant va dal capitani, si mette ai so' pe':
Sior capitani, mi ciami 'n grazia che 'm daga al congè.
Al capitani si 'l ghe domanda: «Cosa na vori fa?»
«D'andà' trovà' la mia signora ch' l' è 'n lett ammalà.»
Quand' le' fü stato presso á la villa, lü 'l sente à sonà':
i son campàn che sonan da morto; «A chi mai sarà?»
Quand' le' fü stat in mez' al paese, lü 'l sente a cantà':
si, l' è 'l convoi dla sua signora , ch' la van à sotterà!
Gentil galante sprona 'l cavallo, el volta di strà.
«Adës ch' é mort' la mia signora mi torni soldà.
Addio padar, addio madar, addio parent'!
M'avissi dat la vostra fia, sarissi content.